# Olimpíada de xadrez de 1974
A Olimpíada de xadrez de 1974 foi a 21.ª edição da Olimpíada de Xadrez organizada pela FIDE, realizada em Nice entre os dias 6 e 30 de junho. A equipe da União Soviética (Anatoly Karpov, Victor Korchnoi, Boris Spassky, Tigran Petrosian e Gennady Kuzmin) conquistou a décima segunda medalha de ouro consecutiva, seguidos novamente da Iugoslávia (Svetozar Gligorić, Ljubomir Ljubojević, Borislav Ivkov, Albin Planinc, Dragoljub Velimirović e Bruno Parma) e dos Estados Unidos (Lubomir Kavalek, Robert Byrne, Walter Browne, Samuel Reshevsky, William Lombardy e James Tarjan).

## Quadro de medalhas
| Tabuleiro | Ouro                                     | Prata                                         | Bronze                                |
| 1.º       | URS Anatoly Karpov                       | DOM Alberto Delgado                           | PHI Eugenio Torre ITA Sergio Mariotti |
| 2.º       | AUT Andreas Dückstein                    | PAK Zahiruddin Farooqui                       | URS Viktor Korchnoi                   |
| 3.º       | URS Boris Spassky                        | YUG Borislav Ivkov                            | NED Gennadi Sosonko                   |
| 4.º       | URS Tigran Petrosian                     | AUS Michael Woodhams                          | ISR Shimon Kagan                      |
| 1.º res   | URS Mikhail Tal                          | YUG Dragoljub Velimirović COL Boris De Greiff |                                       |
| 2.º res   | USA James Tarjan NED Franciscus Kuijpers |                                               | URS Gennady Kuzmin                    |